# Tabulátor

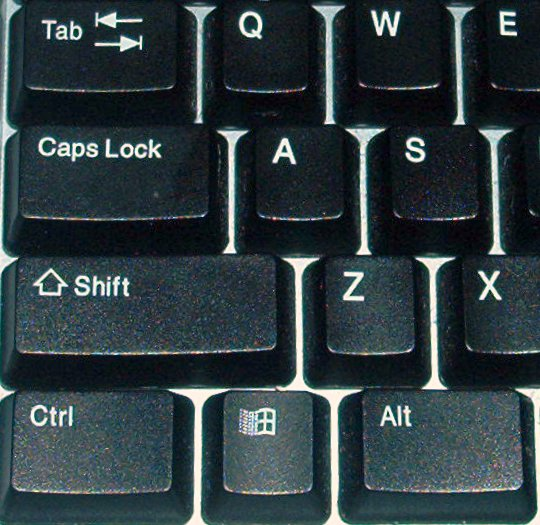
Tabulátor billentyű, nyilakkal jelölve. Elején egy „Tab” szócska látható

A tabulátor vagy röviden tab az a billentyű, melyet lenyomva a kurzor a szövegsor következő tabulációs pontjára ugrik. A tabulátor billentyű a billentyűzet bal oldalán, a Q billentyű mellett helyezkedik el, két nyíl, és esetenként egy „Tab” szócska jelöli.

## Általános
A tabulátor billentyűnek sok funkciót lehet tulajdonítani. A Windows operációs rendszereiben az egér nélküli használatot könnyíti meg. Megnyomásával kiválasztjuk a parancslehetőségeket, és az Enter megnyomásával jóváhagyjuk azt. Webböngészőkben is hasonlóan működik.

## Szövegszerkesztés
A szövegszerkesztőkben a bekezdés formázásához tartozó eszköznek lehet tulajdonítani. Bekezdéseken belül oszlop szerű elrendezést lehet vele elérni. Alapérték: 1,25 cm, ami általában állítható. Modernebb szövegszerkesztőkhöz tabulátor pozíciót lehet rendelni, vagyis a gomb megnyomásakor előre kijelölt, hozzá legközelebbi jobb oldalra eső helyre ugrik a kurzor. Microsoft Word-ben használható.

### Oszloppozíció
A tabulátor beállítása után az aktuális pozíciónak a bal margótól mért távolsága.

### Igazítás
Az adott tabulátor pozíció oszlopában, a begépelt szövegek igazítását jelenti, a tabulátorhoz viszonyítva.

### Alapérték
A tabulátor gomb megnyomásakor a megadott értéknek megfelelő távolsággal húzza be a szövegrészt.
Az alapérték: 1,25 cm

### Tabulátor beállítása a Microsoft Wordben

Tabulátor menü

1. Helyezzünk el egy tabulátort a szövegben.
2. Jelöljük ki az igazítandó szöveget.
3. A vonalzók metszéspontjánál válasszunk tabulátor típust.
4. Kattintsunk a vonalzó azon pontjára, ahová a tabulátort kívánjuk elhelyezni.
5. Eltávolításhoz húzzuk le a vonalzóról a tabulátor jelet.

### Microsoft Word 2003
Alapérték:
1. Nyissa meg a formátum menüből a tabulátorok részt
2. Az alapértéknél adjon meg egy értéket

Pozíció:
1. Helyezzünk el egy tabulátort a szövegben
2. Jelöljön ki egy szövegrészt
3. Válassza ki a Formátum menüből a Tabulátor-részt
4. A Pozíciónál adjon meg egy értéket, majd a beállít/felvétel gombbal rögzítse

### Microsoft Word 2007
Alapérték:
1. A Bekezdés panelnél kattintson a lefelé mutató nyílra
2. A Bekezdés párbeszéd ablak megnyílik. Az ablak bal alsó sarkában kattintson a tabulátorok gombra
3. A tabulátor ablakban az alapérték az alapérték résznél állítható

Pozíció:
1. Helyezzen el egy tabulátort, jelölje ki a szövegrészt
2. Nyissa meg a tabulátorok menüt, ahogy az Alapérték-nél leírtakban szerepel
3. A pozíció-hoz írjon be egy értéket, majd kattintson a felvétel gombra